# Sporting Clube de Braga 2023-2024
Questa voce raccoglie le informazioni riguardanti lo Sporting Clube de Braga nelle competizioni ufficiali della stagione 2023-2024.

## Maglie e sponsor
|  | Casa |  | Trasferta |  | Terza maglia |

## Rosa
Aggiornata al 26 gennaio 2024 
 In corsivo i calciatori ceduti durante la stagione
| N. |                       | Ruolo | Calciatore      |
| -- | --------------------- | ----- | --------------- |
| 1  | Brasile (bandiera)    | P     | Matheus         |
| 2  | Spagna (bandiera)     | D     | Víctor Gómez    |
| 4  | Mali (bandiera)       | D     | Sikou Niakaté   |
| 5  | Turchia (bandiera)    | D     | Serdar Saatçı   |
| 6  | Portogallo (bandiera) | D     | José Fonte      |
| 7  | Portogallo (bandiera) | C     | Bruma           |
| 8  | Libia (bandiera)      | C     | Al-Musrati      |
| 9  | Spagna (bandiera)     | A     | Abel Ruiz       |
| 10 | Portogallo (bandiera) | C     | André Horta     |
| 10 | Italia (bandiera)     | C     | Cher Ndour      |
| 11 | Portogallo (bandiera) | C     | Roger           |
| 12 | Portogallo (bandiera) | P     | Tiago Sá        |
| 14 | Spagna (bandiera)     | A     | Álvaro Djaló    |
| 15 | Portogallo (bandiera) | D     | Paulo Oliveira  |
| 16 | Uruguay (bandiera)    | C     | Rodrigo Zalazar |

| N. |                         | Ruolo | Calciatore               |
| -- | ----------------------- | ----- | ------------------------ |
| 17 | Svezia (bandiera)       | D     | Josafat Mendes           |
| 18 | Brasile (bandiera)      | C     | Vitor Carvalho           |
| 19 | Spagna (bandiera)       | D     | Adrián Marín             |
| 20 | Portogallo (bandiera)   | A     | Rony Lopes               |
| 21 | Portogallo (bandiera)   | A     | Ricardo Horta (capitano) |
| 22 | Portogallo (bandiera)   | C     | Pizzi                    |
| 23 | RD del Congo (bandiera) | A     | Simon Banza              |
| 26 | Colombia (bandiera)     | D     | Cristian Borja           |
| 28 | Portogallo (bandiera)   | C     | João Moutinho            |
| 38 | Brasile (bandiera)      | A     | Lucas Piazon             |
| 47 | Portogallo (bandiera)   | D     | Diogo Fonseca            |
| 88 | Portogallo (bandiera)   | C     | André Castro             |
| 90 | Senegal (bandiera)      | C     | Djibril Soumaré          |
| 91 | Rep. Ceca (bandiera)    | P     | Lukáš Horníček           |

## Calciomercato

### Sessione estiva
| Acquisti         | Acquisti            | Acquisti         | Acquisti                   |
| R.               | Nome                | da               | Modalità                   |
| ---------------- | ------------------- | ---------------- | -------------------------- |
| A                | Bruma               | Fenerbahçe       | definitivo (6,5 milioni €) |
| C                | Rodrigo Zalazar     | Schalke 04       | definitivo (5 milioni €)   |
| C                | Vitor Carvalho      | Gil Vicente      | definitivo (2 milioni €)   |
| D                | Sikou Niakaté       | Guingamp         | definitivo (1,8 milioni €) |
| D                | Víctor Gómez        | Espanyol         | definitivo (2 milioni €)   |
| D                | Adrián Marín        | Gil Vicente      | definitivo (500 mila €)    |
| A                | Rony Lopes          | Siviglia         | gratuito                   |
| C                | João Moutinho       | Wolverhampton    | gratuito                   |
| D                | José Fonte          | Lilla            | gratuito                   |
| Altre operazioni |                     |                  |                            |
| R.               | Nome                | da               | Modalità                   |
| A                | Mario González      | OH Lovanio       | fine prestito              |
| D                | Francisco Moura     | Famalicão        | fine prestito              |
| D                | Fabiano             | Kasımpaşa        | fine prestito              |
| C                | Lucas Piazón        | Botafogo         | fine prestito              |
| D                | Bruno Rodrigues     | Fatih Karagümrük | fine prestito              |
| C                | Lucas Mineiro       | Westerlo         | fine prestito              |
| D                | Tiago Esgaio        | Arouca           | fine prestito              |
| A                | Guilherme Schettine | Grasshoppers     | fine prestito              |
| A                | Hernâni             | Paços Ferreira   | fine prestito              |

| Cessioni         | Cessioni            | Cessioni       | Cessioni                 |
| R.               | Nome                | a              | Modalità                 |
| ---------------- | ------------------- | -------------- | ------------------------ |
| A                | Iuri Medeiros       | Al-Nasr        | definitivo (3 milioni €) |
| D                | Vítor Tormena       | Krasnodar      | definitivo (3 milioni €) |
| A                | Mario González      | Los Angeles FC | definitivo (3 milioni €) |
| D                | Francisco Moura     | Famalicão      | definitivo (1 milione €) |
| D                | Fabiano             | Moreirense     | definitivo (700 mila €)  |
| A                | Guilherme Schettine | Ural           | definitivo (400 mila €)  |
| D                | Nuno Sequeira       | Pendikspor     | gratuito                 |
| D                | Bruno Rodrigues     | Chaves         | gratuito                 |
| D                | Zé Carlos           | Gil Vicente    | gratuito                 |
| A                | Hernâni             | Moreirense     | n.d.                     |
| A                | Rodrigo Gomes       | Estoril Praia  | prestito                 |
| C                | Lucas Mineiro       | Cuiabá         | prestito                 |
| C                | Jean-Baptiste Gorby | Paços Ferreira | prestito                 |
| Altre operazioni |                     |                |                          |
| R.               | Nome                | da             | Modalità                 |
| C                | Uroš Račić          | Valencia       | fine prestito            |
| A                | Bruma               | Fenerbahçe     | fine prestito            |
| D                | Víctor Gómez        | Espanyol       | fine prestito            |
| D                | Sikou Niakaté       | Guingamp       | fine prestito            |

### Sessione invernale
| Acquisti         | Acquisti      | Acquisti            | Acquisti      |
| R.               | Nome          | da                  | Modalità      |
| ---------------- | ------------- | ------------------- | ------------- |
| C                | Cher Ndour    | Paris Saint-Germain | prestito      |
| Altre operazioni |               |                     |               |
| R.               | Nome          | da                  | Modalità      |
| C                | Lucas Mineiro | Cuiabá              | fine prestito |

| Cessioni         | Cessioni      | Cessioni        | Cessioni                |
| R.               | Nome          | a               | Modalità                |
| ---------------- | ------------- | --------------- | ----------------------- |
| D                | Diogo Fonseca | Estrela Amadora | prestito                |
| C                | Lucas Mineiro | Cuiabá          | definitivo (500 mila €) |
| C                | André Horta   | Olympiacos      | prestito (200 mila €)   |
| C                | André Castro  | Moreirense      | gratuito                |
| C                | Al-Musrati    | Beşiktaş        | prestito (1 milione €)  |
| Altre operazioni |               |                 |                         |
| R.               | Nome          | da              | Modalità                |

## Risultati

### Liga Portugal

#### Girone di andata
| Arbitro: | Veríssimo |

|             |           |                            |
| R. Horta 9’ | Marcatori | 67’ Rodrigues 90+5’ Aranda |

| Arbitro: | João Gonçalves |

|                       |           |                                              |
| H. Hernández 42’, 52’ | Marcatori | 16’ Bruma 58’ R. Horta 80’ Banza 90+5’ Pizzi |

| Arbitro: | Cláudio Pereira |

|                             |           |                                     |
| André Luis 40’ Madson 45+1’ | Marcatori | 27’ Rony 82’ Banza 90+6’ Al-Musrati |

| Arbitro: | Godinho (Évora) |

|           |           |              |
| Djaló 78’ | Marcatori | 25’ Pedro G. |

| Faro 16 settembre 2023, ore 18:00 WEST 5ª giornata                                | Farense   | 3 – 1 referto | Braga | Estádio de São Luís (5 006 spett.) |
| \| \| \| \| \| Duarte 31’ Rui Costa 44’ Belloumi 58’ \| Marcatori \| 56’ Banza \| |           |               |       |                                    |
|                                                                                   |           |               |       |                                    |
| Duarte 31’ Rui Costa 44’ Belloumi 58’                                             | Marcatori | 56’ Banza     |       |                                    |

| Arbitro: | Artur Soares Dias |

|                                                   |           |            |
| R. Horta 19’, 58’ Banza 37’ Al-Musrati 54’ (rig.) | Marcatori | 26’ Morais |

| Arbitro: | Nuno Almeida |

|                      |           |                                         |
| Kikas 75’ Felipe 79’ | Marcatori | 12’, 49’ Djaló 68’ Banza 90+4’ R. Horta |

| Arbitro: | Manuel Oliveira |

|                           |           |            |
| Banza 90+1’ A. Ruiz 90+5’ | Marcatori | 5’ L. Ruiz |

| Arbitro: | Hélder Malheiro |

|                                       |           |                             |
| Baturina 21’ Dominguez 58’ Wilson 89’ | Marcatori | 72’ Banza 79’, 82’ A. Horta |

| Arbitro: | Luís Godinho |

|                                                                         |           |            |
| R. Horta 47’ Al-Musrati 52’ (rig.) Djaló 59’ Banza 83’ (rig.), 87’, 90’ | Marcatori | 10’ Pedrão |

| Arbitro: | João Gonçalves |

|  |           |           |
|  | Marcatori | 36’ Djaló |

| Arbitro: | Bruno Vieira |

|                                         |           |  |
| R. Horta 31’ Banza 51’ Carné 90’ (aut.) | Marcatori |  |

| Arbitro: | Cláudio Pereira |

|             |           |                            |
| Essende 72’ | Marcatori | 15’, 56’ Banza 90+6’ Bruma |

| Arbitro: | Luís Godinho |

|  |           |              |
|  | Marcatori | 3’ Tengstedt |

| Arbitro: | Martins |

|                    |           |                                         |
| Clayton 74’ (rig.) | Marcatori | 51’ João Moutinho 77’ Banza 88’ Zalazar |

| Arbitro: | João Pinheiro |

|                    |           |                   |
| Vitor Carvalho 53’ | Marcatori | 90+8’ João Mendes |

| Arbitro: | Malheiro |

|                                  |           |  |
| Cardoso 12’ Evanilson 49’ (rig.) | Marcatori |  |

#### Girone di ritorno
| Arbitro: | Oliveira |

|                  |           |                        |
| Cádiz 62’ (rig.) | Marcatori | 73’ Borja 90+11’ Djaló |

| Arbitro: | Gonçalves |

|             |           |             |
| Zalazar 52’ | Marcatori | 62’ Vitoria |

| Arbitro: | João Pinheiro |

|            |           |  |
| A. Ruiz 8’ | Marcatori |  |

| Arbitro: | Nobre (Leiria) |

|                                                                    |           |  |
| Trincão 8’ E. Quaresma 18’ Gyökeres 71’ Bragança 73’ N. Santos 85’ | Marcatori |  |

| Arbitro: | Narciso |

|                     |           |              |
| Banza 62’ Ndour 85’ | Marcatori | 74’ Belloumi |

| Arbitro: | Correia |

|  |           |                                        |
|  | Marcatori | 42’, 62’ Banza 44’ A. Ruiz 72’ Zalazar |

| Arbitro: | Malheiro |

|                                               |           |  |
| Banza 58’ (rig.) Bruma 83’ R. Fernandes 90+3’ | Marcatori |  |

| Vila do Conde 9 marzo 2024, ore 18:00 WET 25ª giornata | Rio Ave   | 0 – 0 referto | Braga | Estádio Municipal dos Arcos\| Arbitro: \| Veríssimo \| |
| Arbitro:                                               | Veríssimo |               |       |                                                        |

| Arbitro: | Vasilica |

|                       |           |                    |
| A. Ruiz 39’ Banza 89’ | Marcatori | 60’ (rig.) Alipour |

| Arbitro: | C. Pereira |

|                                            |           |                                                      |
| Pedrão 18’ (rig.) H. Pereira 71’ Fukui 86’ | Marcatori | 3’, 69’ Bruma 30’ R. Fernandes 49’, 61’ (rig.) Banza |

| Arbitro: | Gonçalves |

|  |           |                                   |
|  | Marcatori | 29’ (aut.) Saatçı 34’, 89’ Mújica |

| Arbitro: | Veríssimo |

|  |           |           |
|  | Marcatori | 64’ Djaló |

| Arbitro: | Narciso |

|                  |           |             |
| Zalazar 53’, 85’ | Marcatori | 50’ Essende |

| Arbitro: | João Pinheiro |

|                                  |           |              |
| M. Leonardo 71’, 90+5’ Neres 85’ | Marcatori | 28’ R. Horta |

| Arbitro: | T. Martins |

|                                        |           |                                          |
| Djaló 12’ A. Ruiz 60’, 88’ Zalazar 64’ | Marcatori | 35’ Sōma 51’ Lelo 72’ (aut.) P. Oliveira |

| Arbitro: | Veríssimo |

|                                    |           |                                         |
| Bruno Gaspar 10’ (rig.) Mangas 80’ | Marcatori | 25’ Bruma 75’ R. Horta 90+3’ Rony Lopes |

| Arbitro: | N. Almeida |

|  |           |            |
|  | Marcatori | 84’ Galeno |

### Taça de Portugal
| Arbitro: | Bruno José Costa |

|  |           |                    |
|  | Marcatori | 10’ Rony 62’ Djaló |

| Arbitro: | André Narciso |

|            |           |                                      |
| Relvas 84’ | Marcatori | 13’ Djaló 47’, 49’ R. Horta 76’ Rony |

| Arbitro: | Nuno Almeida |

|                                       |           |                                  |
| Rafa Silva 42’ Cabral 45’ Aursnes 70’ | Marcatori | 7’ (aut.) João Mário 48’ Zalazar |

### Taça da Liga
| Arbitro: | André Narciso |

|           |           |                    |
| Pizzi 62’ | Marcatori | 76’ (rig.) Clayton |

| Arbitro: | Nogueira |

|                |           |                                                   |
| José Gomes 62’ | Marcatori | 16’ (rig.) João Moutinho 24’ Niakaté 44’ R. Horta |

#### Final four

##### Semifinale
| Arbitro: | Almeida (Algarve) |

|             |           |  |
| A. Ruiz 65’ | Marcatori |  |

##### Finale
| Arbitro: | Veríssimo (Leiria) |

|                                              |                      |                                                |
| R. Horta 20’                                 | Marcatori            | 6’ (rig.) Cassiano                             |
| R. Horta J. Moutinho A. Ruiz Pizzi Elmusrati | Tiri di rigore 5 – 4 | Volnei A. Marqués H. Tavares W. Pina T. Araújo |

### UEFA Champions League

#### Fase di qualificazione
| Arbitro: | Lechner |

|                               |           |  |
| Bruma 17’ Pizzi 19’ Djaló 87’ | Marcatori |  |

| Arbitro: | Kehlet |

|              |           |                                            |
| Rakonjac 40’ | Marcatori | 9’ Pizzi 13’ Bruma 16’ Djaló 20’ Elmusrati |

| Arbitro: | Zwayer |

|                    |           |               |
| Ruiz 51’ Djaló 73’ | Marcatori | 90+5’ Mancini |

| Arbitro: | Orsato |

|  |           |           |
|  | Marcatori | 83’ Bruma |

#### Fase a gironi
| Arbitro: | Gözübüyük |

|           |           |                                     |
| Bruma 84’ | Marcatori | 45+1’ Di Lorenzo 88’ (aut.) Niakaté |

| Arbitro: | Jovanović |

|                 |           |                                    |
| Becker 30’, 37’ | Marcatori | 41’ Niakaté 51’ Bruma 90+4’ Castro |

| Arbitro: | Oliver |

|           |           |                            |
| Djaló 63’ | Marcatori | 16’ Rodrygo 61’ Bellingham |

| Arbitro: | Umut Meler |

|                                   |           |  |
| Díaz 27’ Vinícius 58’ Rodrygo 61’ | Marcatori |  |

| Arbitro: | Turpin |

|           |           |            |
| Djaló 51’ | Marcatori | 42’ Gosens |

| Arbitro: | Vinčić |

|                              |           |  |
| Saatçı 9’ (aut.) Osimhen 33’ | Marcatori |  |

### UEFA Europa League

#### Fase a eliminazione diretta
| Arbitro: | Krogh |

|                                 |           |                                                |
| Banza 44’ Moutinho 90+1’ (rig.) | Marcatori | 21’ (rig.) Janković 54’, 69’ Zoubir 65’ Benzia |

| Arbitro: | Kabakov |

|                                     |           |                                              |
| Matheus Silva 102’ Axundzadə 120+2’ | Marcatori | 70’ R. Fernandes 83’ Djaló 115’ (rig.) Banza |

## Statistiche finali

### Statistiche di squadra
| Competizione     | Punti | In casa | In casa | In casa | In casa | In casa | In casa | In trasferta | In trasferta | In trasferta | In trasferta | In trasferta | In trasferta | In campo neutro | In campo neutro | In campo neutro | In campo neutro | In campo neutro | In campo neutro | Totale | Totale | Totale | Totale | Totale | Totale | DR  |
| Competizione     | Punti | G       | V       | N       | P       | Gf      | Gs      | G            | V            | N            | P            | Gf           | Gs           | G               | V               | N               | P               | Gf              | Gs              | G      | V      | N      | P      | Gf     | Gs     | DR  |
| ---------------- | ----- | ------- | ------- | ------- | ------- | ------- | ------- | ------------ | ------------ | ------------ | ------------ | ------------ | ------------ | --------------- | --------------- | --------------- | --------------- | --------------- | --------------- | ------ | ------ | ------ | ------ | ------ | ------ | --- |
| Primeira Liga    | 68    | 17      | 10      | 3       | 4       | 33      | 19      | 17           | 11           | 2            | 4            | 38           | 29           | -               | -               | -               | -               | -               | -               | 34     | 21     | 5      | 8      | 71     | 50     | +21 |
| Taça de Portugal |       | -       | -       | -       | -       | -       | -       | 3            | 2            | 0            | 1            | 8            | 4            | -               | -               | -               | -               | -               | -               | 3      | 2      | 0      | 1      | 8      | 4      | +4  |
| Taça da Liga     |       | 1       | 0       | 1       | 0       | 1       | 1       | 1            | 1            | 0            | 0            | 3            | 1            | 2               | 1               | 1               | 0               | 2               | 1               | 4      | 2      | 2      | 0      | 6      | 3      | +3  |
| Champions League | 4     | 5       | 2       | 1       | 2       | 8       | 6       | 5            | 3            | 0            | 2            | 8            | 8            | -               | -               | -               | -               | -               | -               | 10     | 5      | 1      | 4      | 16     | 14     | +2  |
| Europa League    |       | 1       | 0       | 0       | 1       | 2       | 4       | 1            | 1            | 0            | 0            | 3            | 2            | -               | -               | -               | -               | -               | -               | 2      | 1      | 0      | 1      | 5      | 6      | -1  |
| Totale           |       | 24      | 12      | 5       | 7       | 44      | 31      | 27           | 19           | 2            | 7            | 60           | 45           | 2               | 1               | 1               | 0               | 2               | 1               | 54     | 31     | 8      | 14     | 106    | 77     | +29 |

### Andamento in campionato
| Giornata  | 1  | 2 | 3 | 4 | 5 | 6 | 7 | 8 | 9 | 10 | 11 | 12 | 13 | 14 | 15 | 16 | 17 | 18 | 19 | 20 | 21 | 22 | 23 | 24 | 25 | 26 | 27 | 28 | 29 | 30 | 31 | 32 | 33 | 34 |
| --------- | -- | - | - | - | - | - | - | - | - | -- | -- | -- | -- | -- | -- | -- | -- | -- | -- | -- | -- | -- | -- | -- | -- | -- | -- | -- | -- | -- | -- | -- | -- | -- |
| Luogo     | C  | T | T | C | T | C | T | C | T | C  | T  | C  | T  | C  | T  | C  | T  | T  | C  | C  | T  | C  | T  | C  | T  | C  | T  | C  | T  | C  | T  | C  | T  | C  |
| Risultato | P  | V | N | V | P | V | V | V | N | V  | V  | V  | V  | P  | V  | N  | P  | V  | N  | V  | P  | V  | V  | V  | N  | V  | V  | P  | V  | V  | P  | V  | V  | P  |
| Posizione | 13 | 9 | 5 | 6 | 8 | 6 | 5 | 4 | 5 | 4  | 4  | 4  | 4  | 4  | 4  | 4  | 4  | 4  | 4  | 4  | 4  | 4  | 4  | 4  | 4  | 4  | 4  | 4  | 4  | 4  | 4  | 4  | 4  | 4  |

Legenda:

Luogo: C = Casa; T = Trasferta. Risultato: V = Vittoria; N = Pareggio; P = Sconfitta.